# ジョン・ニューマン (建築史家)
ジョン・アーサー・ニューマン（英: John Arthur Newman、1936年12月 - 2023年4月19日）は、イングランド出身の建築史家。ペヴズナー建築ガイドシリーズを数冊執筆した著作家、およびシリーズの編集顧問でもある。

## 職歴
1936年に生まれたニューマンはその人生の殆どをイングランドのケント州で過ごした。ダリッジ・カレッジとオックスフォード大学で教育を受け、そこでGreatsを専攻した。1959年、トンブリッジ・スクールで古典の教師となった。1963年、コートールド美術研究所で欧州美術史を学ぶために教職を退き、優秀な成績で卒業した。1966年にはコートールド美術研究所で正規の副講師に任命され、引退するまで教鞭を執った。
コートールド美術研究所所属の研究者だった頃、ニコラウス・ペヴズナーが『イングランドの建築物』シリーズの仕事を引き受けていた時期に彼の運転手を務め、『イングランドの建築物』シリーズはスコットランドやウェールズ、アイルランドを網羅した『ペヴズナー建築ガイド』として版を重ねている。ペヴズナーはニューマンにケント州の建築ガイドを調査・執筆することを勧め、1969年に出版された。このシリーズの総編集長および事業計画の沿革立案者であるブリジット・チェリーはニューマンのことをペヴスナーの共著者の中で最も重要な人物であると称しており、ペヴスナー自身もニューマンが担当したケント州編の2巻分を「全シリーズの中で最も優れている」と見なした。
1975年から1985年にかけて、専門誌『建築の歴史』の名誉編集長を務めた。さらには英国建築史家協会の執行委員も務めた。1986年にペヴズナー記念受託財団の議長に就任し、ニコラウス卿を追悼する形でイースト・ライディング・オブ・ヨークシャーのガートン・オン・ザ・ウォルズにあるセント・マイケル・アンド・オール・エンジェル教会の壁画修復を引き受けた。

## 出版物
- 『イングランドの建築物（英語版）』
「ドーセット州」編（1972年、ニコラウス・ペヴズナーとの共著）
「ケント州 - 西部地方とウィールド地方」編（2012年）
「ケント州 - 北東部地方と東部地方」編（2013年）
「シュロップシャー州」編（2006年）

- 『ウェールズの建築物（英語版）』
「グラモーガン州」編（1995年）
「グウェント州 / モンマスシャー州」編（2000年）